# Stazione di Grenoble
La stazione di Grenoble  è la principale stazione ferroviaria a servizio di Grenoble e della sua agglomerazione, situata nel dipartimento dell'Isère, regione Rodano-Alpi.
È servita da TGV e dal TER.

## Storia
La stazione fu aperta al traffico dalla Compagnie des chemins de fer du Dauphiné il 10 luglio 1858.
Nel 1967, in vista dei X Giochi olimpici invernali che si sarebbero tenuti proprio a Grenoble, fu deciso l'abbattimento del vecchio fabbricato viaggiatori e la costruzione di uno più ampio e moderno. Il progetto fu realizzato dall'architetto Maurice Novarina.